# オオイシソウ綱
オオイシソウ綱（オオイシソウこう、学名: Compsopogonophyceae）は、海または淡水域に生育する多細胞性紅藻の１群である。淡水産の大型藻であるオオイシソウ属 (Compsopogon; 図1) を含むが、それ以外の多くは微細藻である。古くはアマノリ類などとともに原始紅藻綱（または亜綱）に分類されていたが、分子系統学的研究などに基づいて独立の綱とされた。

## 特徴
オオイシソウ綱に属する藻類は全て多細胞性であり、糸状体、盤状体または単層の膜状や管状の藻体を形成する。多くは数ミリメートル以下の微細藻であるが（下図2）、例外的にオオイシソウ属とボルジア属（オオイシソウ目）は大型藻であり、特にオオイシソウ属は巨視的なひも状の藻体を形成し、長さ1メートルに達することがある（図1）。オオイシソウ属では、中軸と皮層の組織分化、付着器の分化も見られる（図1, 下図2c）。ふつう特別な分裂細胞を欠くが（分散成長）、ロドカエテ属 (Rhodochaete; ロドカエテ目) は頂端成長を行う。多くはピットプラグを欠くが、オオイシソウ属やロドカエテ属はプラグコアのみからなる単純なピットプラグをもつ。細胞は細胞壁で囲まれ、細胞壁はキシロースを多く含むことがある。ゴルジ体シス面は小胞体に面している。
葉緑体は、細胞中央に位置する中軸性で星形、または細胞膜に沿った側膜性で盤状であり、１細胞に１個〜多数。ときにピレノイドをもつ。周縁チラコイドをもつ。葉緑体の色調は多様であり、赤色ものから紫色、青緑色のものまでいる。カロテノイドとしてアンテラキサンチン、ゼアキサンチン、β-カロテンをもつ。低分子炭水化物としてフロリドシドのみをもつものが多いが、ロドカエテ属はジゲネアシドも含む。
無性生殖は、ふつう不等分裂によって形成される単胞子 (monospore) によるが、原胞子や内生胞子形成も報告されている。ロドカエテ目およびエリスロペルティス目の一部では、有性生殖とやや異形の2世代交代が報告されており、不動精子は不等分裂によって形成される。

## 生態
多くは沿岸域に生育するが、オオイシソウ属とボルジア属は主に淡水域に生育する。岩や他の海藻に付着しているものが多く、褐藻の特定の分類群に着生する種もいる（上図2b）。カワニナ類やイカリムシに付着している例も報告されている。
日本では、オオイシソウ科の5種（イバラオオイシソウ、アツカワオオイシソウ、インドオオイシソウ、ムカゴオオイシソウ、オオイシソウモドキ）が絶滅危惧Ｉ類に、1種（オオイシソウ）が絶滅危惧Ⅱ類に指定されている。ただし、DNA塩基配列の比較からは、これらの"種"の間にほとんど差異がなく、全て同一種とすべきであることが示唆されている。

## 系統と分類
オオイシソウ目、エリスロペルティス目、ロドカエテ目は比較的古くから認識されていたグループであり（いずれも原始紅藻綱または亜綱に分類されていた）、前2者は単胞子形成の類似点などから、同一の目に分類されることもあった。一方、ロドカエテ目は頂端成長やピットプラグの存在から、真正紅藻類との近縁性が示唆されることもあった。その後、分子系統学的研究によってこの３群が近縁であることが示され、これをまとめた綱としてオオイシソウ綱が提唱された。3目の間の系統関係としては、ロドカエテ目とエリスロペルティス目が姉妹群であることが示されている（図3）。
またチノリモ綱、ロデラ綱、ベニミドロ綱に比較的近縁であることが示唆されており、合わせて"原始紅藻亜門" (Proteorhodophytina) に分類することが提唱されている。
2019年現在、約75種が知られ、およそ3目4科12属に分類されている。2019年現在の一般的な属までの分類体系を下記の表1に示す。
| 表1. オオイシソウ綱の属までの分類体系 (2019年現在) - オオイシソウ綱 Compsopogonophyceae G.W.Saunders & Hommersand, 2004 - オオイシソウ目 Compsopogonales Skuja, 1939 - ボルジア科 Boldiaceae Herndon, 1964 - ボルジア属 Boldia Herndon, 1964 - オオイシソウ科 Compsopogonaceae F.Schmitz, 1896 - オオイシソウ属 Compsopogon Montagne, 1846 [incl. オオイシソウモドキ属 Compsopogonopsis V.Krishnamurthy, 1962] - Pulvinaster J.A.West, G.C.Zuccarello & J.L.Scott, 2007 - エリスロペルティス目 Erythropeltidales Garbary, G.I.Hansen & Scagel, 1980 - ホシノイト科 Erythrotrichiaceae G.M.Smith, 1933 - Chlidophyllon W.A.Nelson, 2003 - トゲイソハナビ属 Erythrocladia Rosenvinge, 1909 - ホシノイト属 Erythrotrichia Areschoug, 1850 - ヒナノリ属 Porphyropsis Rosenvinge, 1909 - ホシノオビ属 Porphyrostromium Trevisan, 1848 - Pyrophyllon W.A.Nelson, 2003 - イソハナビ属 Sahlingia Kornmann, 1989 - Smithora Hollenberg, 1959 - ロドカエテ目 Rhodochaetales Bessey, 1907 - ロドカエテ科 Rhodochaetaceae F.Schmitz in Engler & Prantl, 1896 - ロドカエテ属 Rhodochaete Thuret ex Bornet, 1892 |